# 宮川透
宮川透（みやかわ とおる、1927年9月21日 - 1999年4月6日）は、日本の哲学者、東京外国語大学名誉教授。比較文化論の観点から日本近代思想史を研究。

## 来歴
京都府出身。東京大学卒。東大東洋文化研究所研究員、1968年東京外大教授。90年定年退官、富山国際大学教授。

## 著書
- 『近代日本思想の構造』東京大学出版会　1956
- 『三木清』（近代日本の思想家）東京大学出版会、1958
- 『近代日本の哲学』勁草書房　1961　双書新らしい哲学
- 『日本精神史への序論』1966　紀伊國屋新書
- 『西田・三木・戸坂の哲学 思想史百年の遺産』1967　講談社現代新書
- 『現代日本思想史 1　明治維新と日本の啓蒙主義』青木書店　1971
- 『日本精神史の課題』1974　紀伊国屋新書
- 『日本近代哲学の遺産 西田・三木・戸坂の哲学と思想』第三文明社・レグルス文庫 1976
- 『近代と反近代』第三文明社・レグルス文庫 1977
- 『日本精神史の課題』紀伊国屋書店　1980
- 『<信>と<知> ヘーゲルの世界』朝日出版社　1984

## 共編著
- 『近代日本思想論争 民選議院論争から大衆社会論争まで』中村雄二郎、古田光共編　青木書店　1963
- 『現代日本思想史 2.自由民権思想と日本のロマン主義』土方和雄共著　青木書店　1971
- 『日本近代哲学史』荒川幾男共編　1976　有斐閣選書
- 『1930年代問題の諸相』編　農山漁村文化協会　1979　人間選書

## 翻訳
- G.K.ピォヴェザーナ『近代日本の哲学と思想』田崎哲郎共訳　紀伊国屋書店、1965
- ジョン・ロック『統治論』「世界の名著」中央公論社、1968、中公クラシックス、2007